# Datura
Datura is de botanische naam van een geslacht van planten uit de nachtschadefamilie (Solanaceae). Etymologisch is de naam Datura afkomstig van het Hindi dhatura, dit woord is via het Portugees of Arabisch in het Nederlands terechtgekomen.
Het geslacht bestaat uit ongeveer een dozijn soorten, die kruidachtig zijn of struiken. Een aantal soorten dat vroeger deel uitmaakte van dit geslacht, wordt nu ingedeeld bij het geslacht Brugmansia.
De doornappel (Datura stramonium) is in Europa en ook in België en Nederland de meest voorkomende soort.
In Roemenië is de plant een hardnekkig onkruid en met name in grote steden als Boekarest en Cluj groeit de plant overal. Samen met het snuiven van Aurolac geldt het als veel gebruikte problematische drug in Roemenië. De meeste gebruikers zijn de zogeheten ‘riooltunnelbewoners’ bij het Gara de Nord van Boekarest.

## Gebruik
Als bij zovele nachtschadeachtigen zijn de planten rijk aan alkaloïden: deze komen in alle delen van de planten voor en zijn giftig voor mens en dier. Alle leden van het geslacht bevatten de anticholinergische alkaloïden hyoscyamine, scopolamine en atropine. Het patroon van alkaloïden varieert per plant. Bij doornappel (Datura stramonium) is hyoscyamine het meest voorkomende alkaloïde, bij Datura ferox komt scopolamine het meeste voor. De reeds genoemde doornappel werd vanwege zijn gehalte aan alkaloïden gekweekt voor de farmacie.
De oorspronkelijke bewoners van Amerika en wereldwijde sjamanen gebruikten planten uit dit geslacht om hallucinaties op te wekken. Het hallucinogene effect wordt veroorzaakt door bovengenoemde anticholinergische stoffen.
Experimenteren met deze planten is echter bijzonder gevaarlijk. Het verschil in hoeveelheid benodigd voor het hallucinogene effect en een dodelijke dosis is bijzonder klein. Voor scopolamine ligt de grenswaarde voor een dodelijk effect reeds op 50 mg. Zelfs geringere hoeveelheden kunnen door ademhalingsproblemen tot de dood leiden. Sommige planten bevatten een grotere hoeveelheid aan werkzame stoffen dan andere, wat het gebruik als drug in verband met de gevaren van hoge doses extra riskant maakt.
Datura-zaden komen soms als verontreiniging voor in veevoer, met name soja- en lijnzaadproducten, al worden maar zelden vergiftigingen gerapporteerd. Ook voor dieren zijn deze zaden giftig, met name varkens zijn er gevoelig voor. Door de korte biologische halveringstijd is er geen risico dat residuen van giftige alkaloïden in melk, eieren of vlees aanwezig zijn bij consumptie door de mens.
Vergiftigingssymptomen zijn roodkleuring van de huid, droge mond en droge slijmvliezen, constipatie, onrust, geïrriteerdheid, slaperigheid en/of langdurige hallucinaties, ataxie, verwardheid, verwijding van de pupillen, hartritmestoornissen, ademdepressie, bewusteloosheid en in coma raken.
Couperus beschrijft in Oostwaarts de op Bali welig bloeiende datura of katjoeboeng. Deze klokvormige bloemen noemt hij de "bloem der heksen" en hij gaat uitgebreid in op de toepassing van de bloem in de hekserij.
Poeder van de gedroogde bloemen werd bijvoorbeeld in slaapkamers geblazen.

## Externe links

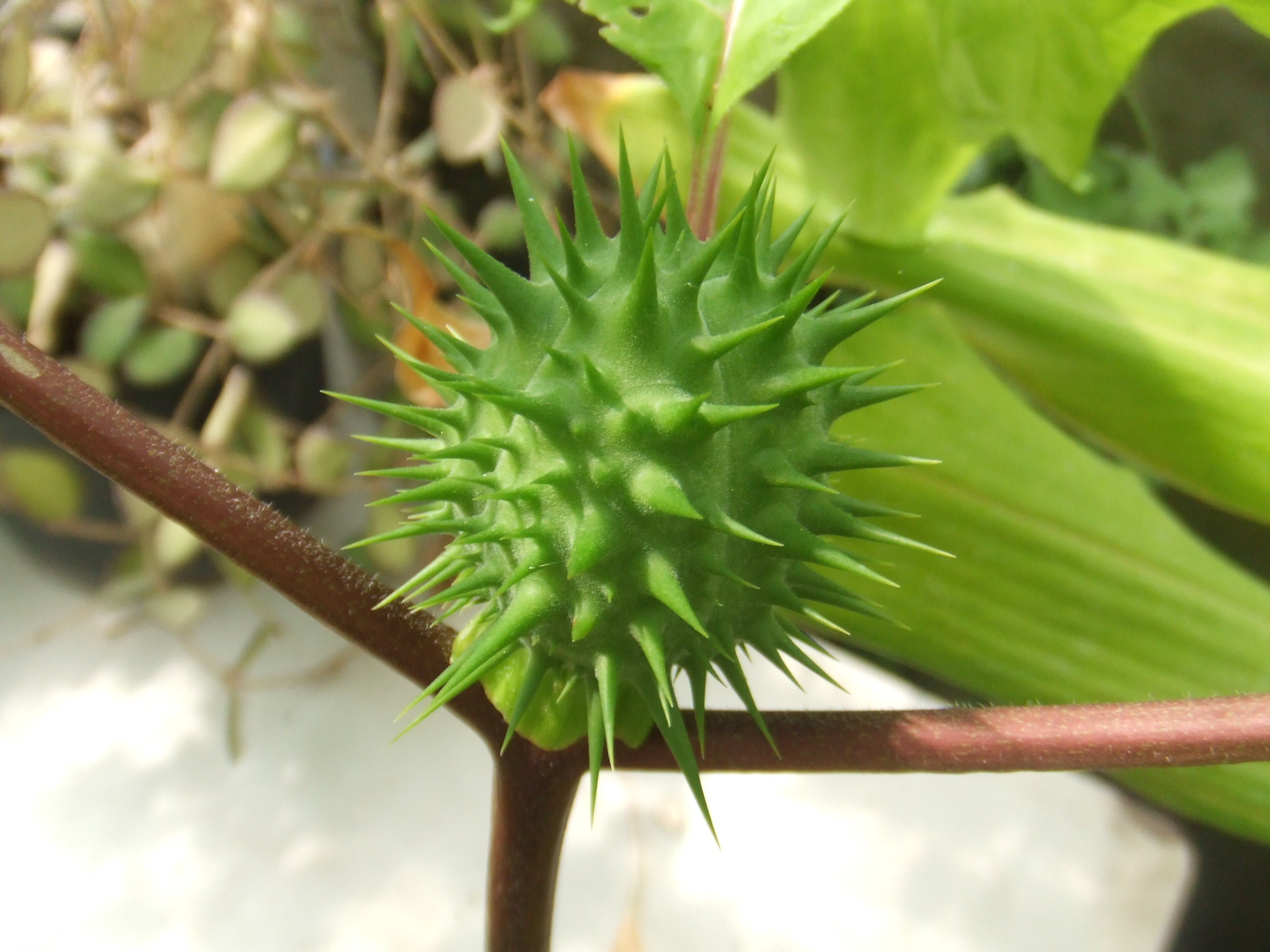
Vrucht van Datura innoxia
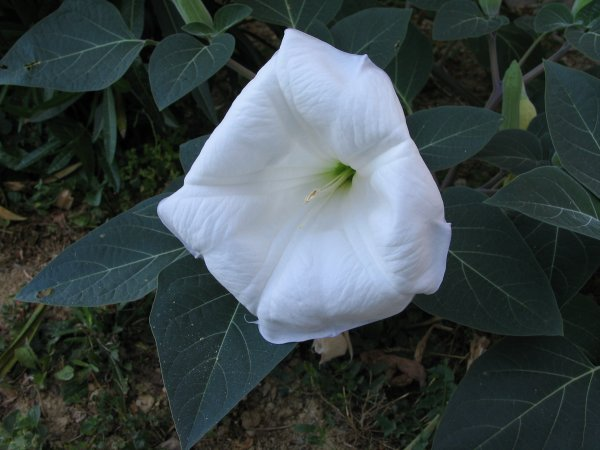
Bloem van Datura epanouie
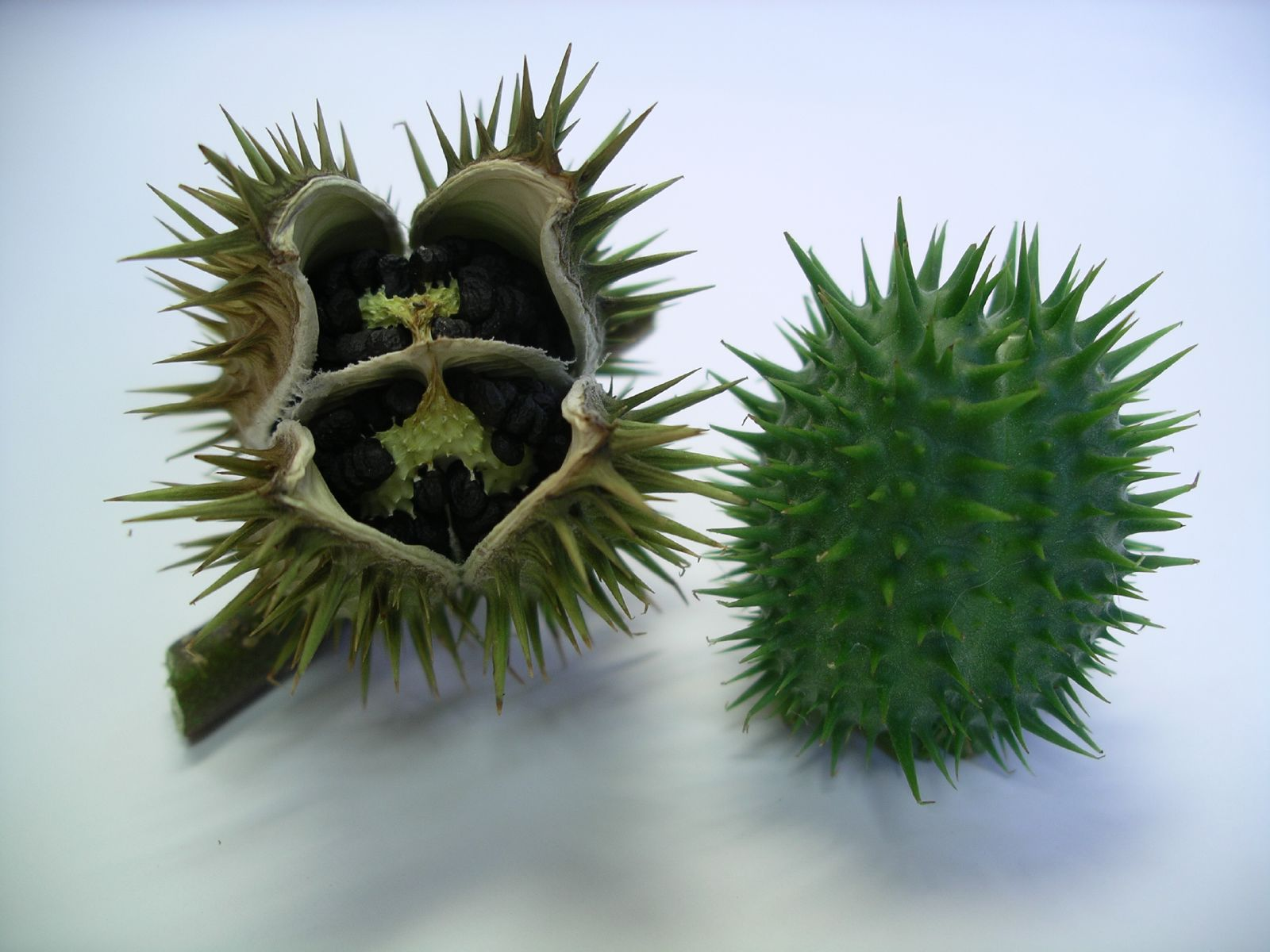
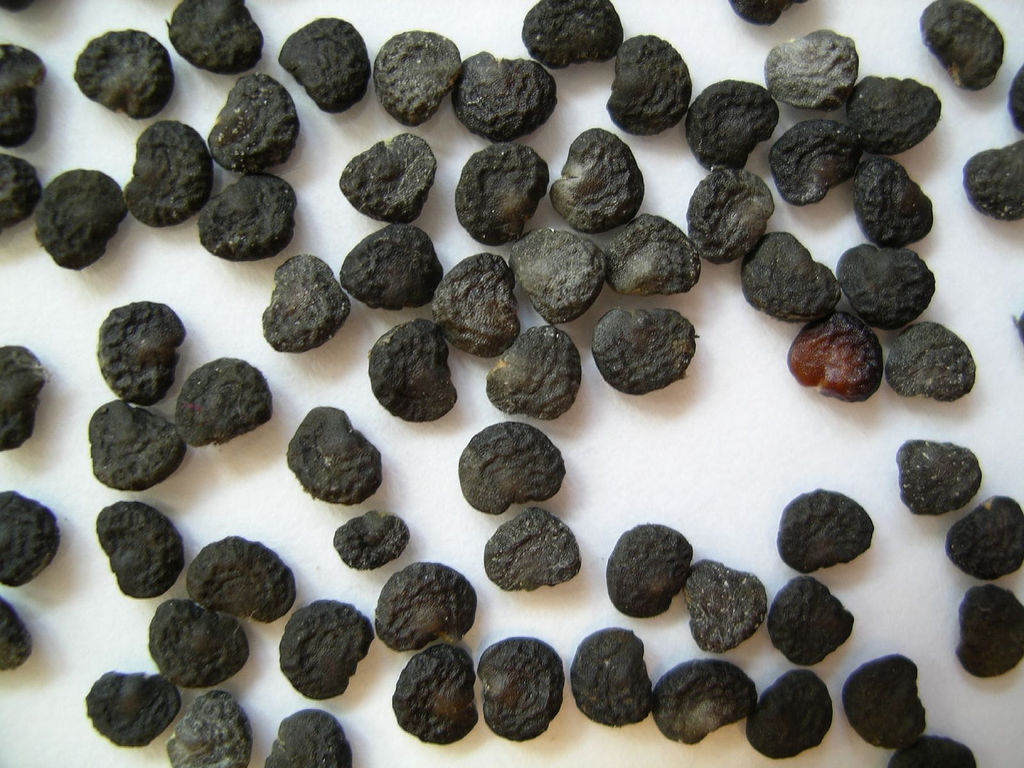
Zaden

## Cultivars
Enkele cultivars:
- Datura metel 'Chlorantha'
- Datura metel 'Fastuosa'
- Datura metel 'Ballerina'